# Satslära (musik)
Satslära består inom musik av regler som ska följas för att det ska låta bra. Reglerna är inte nödvändiga att följa, och bryts ibland när man eftersträvar en särskild klang. Reglerna här nedan är skapade för fyrstämmig sats.
- Omfång; Sopran, alt, tenor och bas ska hålla sig inom sina omfång, beskrivna under respektive uppslagsord.
- Stämmornas placering; Sopranen får inte noteras eller klinga lägre än alten, alten får inte noteras eller klinga under tenoren och tenoren får inte noteras eller klinga under basen.
- Dubblerade toner; Om ett ackord bara innehåller tre toner ska alla toner tas samt grundtonen dubbleras. Ett undantag är att om två ackord i tersläge följer på varandra kan man dubblera tersen för att undvika andra regelbrott, dock aldrig i dominantackord.
- Otillåtna paralleller; Primparalleller och kvintparalleller är förbjudna. Även sekundparalleller och septimaparalleller är förbjudna, men förekommer mycket sällan. Ett undantag kan vara att kvintparalleller ibland är tillåtna vid kadensslut.
- Intervall mellan stämmorna; Sopran och alt får inte befinna sig mer än en oktav ifrån varandra, samma regel gäller även för alt och tenor. Tenor och bas får däremot befinna sig mer än en oktav ifrån varandra.
- Hopp i stämmorna; Ingen stämma får hoppa andra intervall än ren prim (inget hopp), liten sekund, stor sekund, liten ters, stor ters, ren kvart eller ren kvint. Man får också ta en förminskad kvint nedåt om det omedelbart följs av en liten sekund uppåt. Ett undantag är att basarna får ta en oktav och en stor sext nedåt.